# بابلو موراليس
بابلو موراليس (Pablo Morales) هو لاعب أولمبي لرياضة السباحة من الولايات المتحدة. شارك في الأولمبياد الصيفي في 1984–1992، وفاز بما مجموعه 5 ميداليات.

## الميداليات
| ذهب | فضة | برونز | المجموع |
| 3   | 2   | 0     | 5       |

## روابط خارجية
- بابلو موراليس على موقع الاتحاد الدولي للسباحة (الإنجليزية)
- بابلو موراليس على موقع قاعة مشاهير السباحة العالمية (الإنجليزية)
- بابلو موراليس على موقع اللجنة الأولمبية الدولية (الإنجليزية)
- بابلو موراليس على موقع أوليمبيديا (الإنجليزية)